# 神埼市立神埼中学校
神埼市立神埼中学校（かんざきしりつ かんざきちゅうがっこう）は、佐賀県神埼市神埼町鶴にある市立の中学校。

## 概要
歴史
1968年（昭和33年）創立。当時の神埼郡神埼町にあった町立中学校3校（神埼・西郷・仁比山）の統合により誕生した。現校名になったのは2006年（平成18年）。2023年（令和5年）に創立55周年を迎えた。
校章
中央に「中」の文字を配している。
校歌
作詞は服巻紫浪、作曲は陶山聡による。歌詞は2番まであり、両番の歌詞中に「神埼中学」が登場する。
校区
神埼市神埼町全域。小学校区は神埼市立神埼小学校、神埼市立西郷小学校、神埼市立仁比山小学校。

## 沿革
統合前
- 1947年（昭和22年）4月1日 - 学制改革により、新制中学校 3校が創立。
  - 「神埼町立神埼中学校」が神埼町立神埼小学校に併設される。
  - 「西郷村立西郷中学校」が西郷村立西郷小学校に併設される。
  - 「仁比山村立仁比山中学校」が仁比山村立仁比山小学校に併設される。
- 1955年（昭和30年）3月31日 -　西郷村と仁比山村が神埼町に編入される。
  - 「神埼町立神埼中学校」（校名はそのまま）
  - 「神埼町立西郷中学校」に改称。
  - 「神埼町立仁比山中学校」に改称。
- 1958年（昭和33年）3月31日 - 統合のため、以上の3校が閉校。

統合後
- 1958年（昭和33年）4月1日[2] - 以上の中学校3を統合の上、「神埼町立神埼中学校」が設置される。
  - 統合校舎が完成するまでの間、旧3校の校舎は存続し、分散授業を実施。
- 1959年（昭和34年）3月1日 - 鉄筋コンクリート造統合校舎（第一期工事、8教室）が完成。
- 1960年（昭和35年）4月11日 - 鉄筋コンクリート造統合校舎（第二期工事、14教室）が完成し、開校式を挙行。新校舎に2・3年生、東校舎（旧・神埼中）に1年生を収容。
- 1961年（昭和36年）
  - 1月7日 -　特別教室（第三期工事）が完成。
  - 4月6日 - 鉄筋コンクリート造統合校舎（普通教室6）が完成し、全学年を統合校舎へ収容することが可能となる。
- 1962年（昭和37年）
  - 5月15日 - 体育館が完成。
  - 10月4日 - 校歌を制定。
- 1965年（昭和40年）12月 - 理科室と図書室が完成。
- 1969年（昭和44年）7月 - 特殊学級を開設。
- 1976年（昭和51年）12月 - 運動場西側の護岸工事が完成。
- 1978年（昭和53年）10月 - 学校給食（補食）を開始。
- 1980年（昭和55年）3月 - 運動場東側の護岸工事が完成。
- 1981年（昭和56年）3月 - 運動場を拡張。
- 1982年（昭和57年）8月 - 体育部室が完成。
- 1985年（昭和60年）
  - 10月 - プールが完成。
  - 11月 -「ぼたもち会」が開始。
- 1992年（平成4年）2月 - コンピューター室が完成。
- 1996年（平成8年）4月 - 校地の南東部を拡張。
- 1998年（平成10年）12月 - 新校舎が完成。
- 1999年（平成11年）1月 - 新校舎での授業を開始。旧校舎を解体。
- 2006年（平成18年）3月20日 - 町村合併により、「神埼市立神埼中学校」（現校名）に改称。
- 2008年（平成20年）1月 - 創立50周年記念式典を挙行。
- 2010年（平成22年）3月 - 運動場を整備。
- 2016年（平成28年）
  - 4月 - 災害対策、熱中症予防の観点から、飲料水補給の自動販売機1基を設置。
  - 11月 -  朗州[3]中学校（韓国）との国際交流を開始。
- 2017年（平成29年）9月 - 和順小中学校管弦楽団（韓国）が来校し、神埼中の吹奏楽部と合同演奏会を実施。
- 2018年（平成30年）4月1日 - 特別支援学級を開設。

## 交通
最寄りの鉄道駅
- JR九州 長埼本線「神埼駅」

最寄りの幹線道路
- 国道34号「神埼中学校前」交差点

## 周辺
- 神埼市神埼中央公園体育館
- 神埼市役所
- 櫛田宮